# Budapesti 3. sz. országgyűlési egyéni választókerület
A budapesti 3. sz. országgyűlési egyéni választókerület egyike annak a 106 választókerületnek, amelyre a 2011. évi CCIII. törvény Magyarország területét felosztja, és amelyben a választópolgárok egy-egy országgyűlési képviselőt választhatnak. A választókerület nevének szabványos rövidítése: Budapest 03. OEVK. Székhelye: Budapest XII. kerülete 

## Területe
A választókerületet az alábbiak szerint határozza meg a törvény:
1. A XII. kerület teljes területe, amelynek határa: A Vérmező úttól a Várfok utcán halad, majd a Széll Kálmán tér délnyugati oldalán a Szilágyi Erzsébet fasorig, a Szilágyi Erzsébet fasoron a Budakeszi útig, a Budakeszi úton a Szépjuhászné útig, tovább a Budakeszi úton mintegy 500 méterig, innen a határvonal északnyugat felé fordul merőlegesen az útra, és mintegy 120 méter után ismét megtörik enyhén észak felé és ebbe az irányba halad mintegy 1110 métert. Innen északi irányba fordul és éles szögben mintegy 70 méter után becsatlakozik a XII.–II. kerületek–Budakeszi hármas határpontba. Budakeszi határán halad tovább déli irányba mintegy 50 métert, itt ismét megtörik és délnyugati irányba halad mintegy 160 métert egy újabb töréspontig, majd enyhe töréssel délkeleti irányba halad mintegy 140 métert, itt ismét megtörik és déli irányba halad mintegy 900 métert az Országos Orvosi Rehabilitációs Intézetig (a továbbiakban: OORI). Innen több töréssel az OORI határán halad a Szanatórium útig, majd a Szanatórium úton halad a Budakeszi útig. A Budakeszi úttól a Budakeszi–Budapest határ mentén halad Budapest–Budakeszi–Budaörs hármas határpontjáig, innen a Budapest–Budaörs határon halad a XI. kerület–Budaörs–XII. kerület hármas határpontjáig, innen a főváros régi határvonalát követve, majd enyhe töréssel a Kakukkhegyi erdősorig a XI. kerület határáig. Tovább a kerületi határvonalon, a Kakukkhegyi erdősoron a Kakukkhegyi útig, tovább a Kakukkhegyi úton folytatódik az Irhás árokig, majd az Irhás árokban a Törökbálinti útig. Ezen, majd az Érdi úton a Németvölgyi útig, a Németvölgyi úton a Hegyalja útig, ezen a Meredek utcáig, a Meredek utcán vissza a Hegyalja útig, a Hegyalja úton tovább a régi kerületi határvonalon az Avar utcáig, és ezen a Győri útig, a Győri úton a Márvány utcáig, ezen az Alkotás utcáig, az Alkotás utcán a Vérmező útig, a Vérmező úton a Várfok utcáig, a kiindulási pontig körbezárt terület.
2. A II. kerület választókerülethez tartozó részének határa: A Duna középvonalától a Margit híd budai oldalán halad a Margit körúton (minden házszám) folyamatosan a Margit utcáig, a Margit utcától (minden házszám) az Apostol utcáig, az Apostol utca páros oldalán halad a Bolyai utcáig, a Bolyai utca páros házszámozású oldalán halad a Szemlőhegyi útig, a Szemlőhegyi út páratlan házszámozású oldalán halad déli irányba az Ady Endre útig, az Ady Endre út páros házszámozású oldalán a Bimbó utcáig, a Bimbó utcán déli irányba a keleti oldalon halad az Aranka utcáig, az Aranka utca páratlan házszámozású oldalán a Marczibányi térig, a Marczibányi tér (teljes közterület) nyugati oldalán folyamatosan a Garas utca páratlan házszámozású oldalán a Fillér utcáig, a Fillér utca páros házszámozású oldalán a Lórántffy Zsuzsanna útig, a Lórántffy Zsuzsanna út páratlan házszámozású oldalán a Herman Ottó útig, a Herman Ottó út páros házszámozású oldalán a Radnai utcáig, a Radnai utca páratlan házszámozású oldalán a Pasaréti útig, a Pasaréti út páros házszámozású oldalán halad a Júlia utcáig, a Júlia utca páratlan házszámozású oldalán a Szilágyi Erzsébet fasorig, innen északnyugati irányban a Hűvösvölgyi út vonalán a Nagykovácsi útig, onnan a déli oldalon északnyugati irányban halad a Nagykovácsi úton a Feketefej utcáig, a Feketefej utca páros házszámozású oldalán a Budakeszi–XII.–II. kerületek közös határpontjáig, onnan a kerület déli határa a Budakeszi út, Szilágyi Erzsébet fasor, Széll Kálmán tér – a tér teljes területe a II. kerület része – és Várfok utca. Az I. és II. kerület határa a Vérmező utca, a Széna tér délkeleti széle a Csalogány utcáig, a Csalogány utca a Duna középvonaláig, a Duna középvonalától a kiindulási pontig körbezárt terület.

## Országgyűlési képviselője
| Név              | Párt | Párt        | Terminus    | Megjegyzés                                   |
| ---------------- | ---- | ----------- | ----------- | -------------------------------------------- |
| Dr. Fónagy János |      | Fidesz-KDNP | 2014 – 2018 | A 2014-es országgyűlési választás eredménye: |
| Gulyás Gergely   |      | Fidesz-KDNP | 2018 – 2022 | A 2018-as országgyűlési választás eredménye: |
| Hajnal Miklós    |      | Momentum    | 2022 –      | A 2022-es országgyűlési választás eredménye: |

## Demográfiai profilja
| Iskolai végzettség                | Iskolai végzettség               | Iskolai végzettség | Iskolai végzettség | Iskolai végzettség |
| --------------------------------- | -------------------------------- | ------------------ | ------------------ | ------------------ |
|                                   |                                  |                    |                    | fő                 |
| Általános iskolát nem végezte el  | Általános iskolát nem végezte el |                    | 479                | 479                |
| Általános iskola                  | Általános iskola                 |                    | 3727               | 3727               |
| Szakmunkás                        | Szakmunkás                       |                    | 2820               | 2820               |
| Érettségi                         | Érettségi                        |                    | 19660              | 19660              |
| Diploma                           | Diploma                          |                    | 43592              | 43592              |
| A 2022. évi népszámlálás szerint. |                                  |                    |                    |                    |

A budapesti 3. sz. választókerület lakónépessége 2022. október 1-jén 84 786 fő volt. A 2011-es és a 2022-es népszámlálás között 2279 fővel csökkent a választókerület lakosság száma. A választókerületben a korösszetétel alapján a legtöbben a középkorúak élnek 27 558 fővel, míg a legkevesebben a gyermekek 14 508 fővel. A választókerület lakosságának a 92,8%-nál van internet elérési lehetőség.
A legmagasabb befejezett iskolai végzettség szerint a diplomával rendelkezők élnek a legtöbben 43 592 fő, utánuk a következő nagy csoport az érettségizettek 19 660 fővel.
Gazdasági aktivitás szerint a lakosság több mint a fele foglalkoztatott 43 147 fő, második legjelentősebb csoport az inaktív keresők, akik főleg nyugdíjasok 19 480 fővel.
A választókerület legjelentősebb nemzetiségi csoportja a német 1663 fő, illetve az ukrán 276 fő. Magyar állampolgársággal nem rendelkező külföldi állampolgárok aránya 4,5%.
Vallási összetétel szerint a választókerületben lakók legnagyobb vallása a római katolikus (21 059 fő), valamint jelentős közösség még a reformátusok (5658 fő). A vallási közösséghez nem tartozók száma szintén jelentős (11 326 fő), a választókerületben a második legnagyobb csoport a római katolikus vallás után.

## Országgyűlési választások
| Párt                                                                               | Párt                      | Jelölt                 | Szavazatok | %     | ± %  |
| ---------------------------------------------------------------------------------- | ------------------------- | ---------------------- | ---------- | ----- | ---- |
|                                                                                    | Egységben Magyarországért | Hajnal Miklós          | 25 323     | 48,42 | 6,05 |
|                                                                                    | Fidesz-KDNP               | Dr. Fürjes Balázs      | 21 872     | 41,82 | 0,89 |
|                                                                                    | MKKP                      | Kovács Gergely         | 2861       | 5,47  | 2,65 |
|                                                                                    | Mi Hazánk                 | Dr. Grundtner András   | 1163       | 2,22  | Új   |
|                                                                                    | Független                 | Hajdu Mária            | 680        | 1,30  | Új   |
|                                                                                    | MEMO                      | Jenei Dávid            | 398        | 0,76  | Új   |
| Megjelent                                                                          | Megjelent                 | Megjelent              | 52 830     | 82,1  | 0,5  |
| Választópolgárok száma                                                             | Választópolgárok száma    | Választópolgárok száma | 64 378     | 100   | 4,23 |
| A Momentum az ellenzéki összefogás részeként elnyeri a körzetet a Fidesz-KDNP-től. |                           |                        |            |       |      |

| Párt                             | Párt                   | Jelölt                 | Szavazatok | %     | ± %  |
| -------------------------------- | ---------------------- | ---------------------- | ---------- | ----- | ---- |
|                                  | Fidesz-KDNP            | Gulyás Gergely         | 23 173     | 42,71 | 4,07 |
|                                  | DK                     | Bauer Tamás            | 21 176     | 39,03 | 4,03 |
|                                  | LMP                    | Hajdu Mária            | 3787       | 6,98  | 3,13 |
|                                  | Jobbik                 | Gyöngyösi Márton       | 3142       | 5,79  | 0,33 |
|                                  | MKKP                   | Kovács Gergely         | 1530       | 2,82  | Új   |
|                                  | Momentum               | Kádár Barnabás         | 1449       | 2,67  | Új   |
| Megjelent                        | Megjelent              | Megjelent              | 54 848     | 81,6  | 5,08 |
| Választópolgárok száma           | Választópolgárok száma | Választópolgárok száma | 67 215     | 100   | 3,23 |
| A Fidesz-KDNP tartja a körzetet. |                        |                        |            |       |      |

| Párt                                | Párt                   | Jelölt                 | Szavazatok | %     |
| ----------------------------------- | ---------------------- | ---------------------- | ---------- | ----- |
|                                     | Fidesz-KDNP            | Dr. Fónagy János       | 24 610     | 46,78 |
|                                     | Összefogás             | Bauer Tamás            | 18 414     | 35    |
|                                     | LMP                    | Hajdu Mária            | 5321       | 10,11 |
|                                     | Jobbik                 | Szávay István          | 3220       | 6,12  |
|                                     | Egyéb pártok           |                        | 1044       | 1,98  |
| Megjelent                           | Megjelent              | Megjelent              | 53 144     | 76,52 |
| Választópolgárok száma              | Választópolgárok száma | Választópolgárok száma | 69 452     | 100   |
| A Fidesz-KDNP nyeri meg a körzetet. |                        |                        |            |       |

## Ellenzéki előválasztás – 2021
| Frakció                             | Frakció         | Jelölő szervezetek                    | Jelölt              | Szavazatok | %     |
| ----------------------------------- | --------------- | ------------------------------------- | ------------------- | ---------- | ----- |
|                                     | Momentum        | Momentum, Jobbik, MSZP, Párbeszéd, ÚK | Hajnal Miklós       | 5381       | 45,98 |
|                                     | DK              | DK, Liberálisok, LMP                  | Dr. Komáromi Zoltán | 4803       | 41,04 |
|                                     | ÚVNP/LMP        | ÚVNP, MMM                             | Visi Piroska        | 1520       | 12,99 |
| Összes szavazat                     | Összes szavazat | Összes szavazat                       | Összes szavazat     | 11 704     | 100   |
| Hajnal Miklós nyeri meg a körzetet. |                 |                                       |                     |            |       |